# Принудителен лиценз
Принудителният лиценз предвижда, че притежателят на патент или авторско право лицензира използването на правата си срещу заплащане, установено от закона или определено чрез съдебно решение или арбитраж. По същество, при принудителния лиценз, физическо лице или компания, които искат да използват чужда интелектуална собственост, могат да направят това, без да искат съгласието на правоносителя, като плащат на правоносителя определена такса за лиценза. Това е изключение от общото правило съгласно законите за интелектуалната собственост, според което правоносителя се ползва с изключителни права, които може да лицензира – или да откаже да лицензира – на други.
Съгласно патентния закон на Обединеното кралство, принудителният лиценз е различен от законния лиценз. Съгласно законния лиценз, сумата е фиксирана от закона, докато в случая на принудителния лиценз сумата се договаря или се определя от съда.

## Авторско право
В редица страни законът за авторското право предвижда принудителен лиценз на произведения, защитени с авторски права, за специфични употреби. В много случаи заплащането или авторските възнаграждения, получени за произведение, защитено с авторски права, съгласно принудителен лиценз, са определени от местното законодателство, но също така могат да бъдат предмет на договаряне.  Принудителният лиценз може да бъде установен чрез договаряне на лицензи, които предоставят условия в рамките на принудителния лиценз. По същество принудителното лицензиране предвижда, че правоносителите могат да упражняват само изключителните права, предоставени им съгласно закона за авторското право, по определен начин и чрез определена система.

### Бернска конвенция
Член 11(2) и член 13(1) от Бернската конвенция за закрила на литературните и художествените произведения осигуряват правното основание за принудителен лиценз на международно ниво. Те уточняват при какви условия членовете на Бернската конвенция могат да определят или налагат условия, при които могат да се упражняват изключителни права, например чрез принудителен лиценз. Бернската конвенция гласи, че държавите-членки са свободни да определят условията, при които определени изключителни права могат да се упражняват в техните национални закони. Те също така предвиждат минималните изисквания, които трябва да се определят, когато се прилагат принудителен лиценз, като например, че те не трябва да засягат правото на автора на справедливо обезщетение.
Член 11, параграф 2 гласи, че:
Законодателството на страната от Съюза трябва да определи условията, при които могат да се упражняват правата, посочени в предходния член, но тези условия се прилагат само в страните, където са написани. Те при никакви обстоятелства не трябва да накърняват неимуществените права на автора, нито правото му да получава справедливо възнаграждение, което при липса на споразумение се определя от компетентния орган.

„Предходния член“, посочен в член 11, параграф 2, е член 11, параграф 1, който установява, че:
Авторите на литературни и художествени произведения имат изключителното право да разрешават: излъчването по безжичен път на произведенията си или публичното им съобщаване по какъвто и да е друг начин за безжично разпространение на знаци, звуци или образи; всяко публично съобщаване по жичен път или преизлъчването на произведение, вече излъчено или излъчвано в момента по безжичен път, когато те се осъществяват от организация, различна от първоначалната; публичното съобщаване на произведение, вече излъчено или излъчвано в момента по безжичен път, по високоговорители или други подобни апарати, предаващи чрез знаци, звуци или образи.

Член 13, параграф 1 гласи, че:
Всяка страна от Съюза може да въведе за себе си резерви и условия по отношение на предоставеното на автора на музикално произведение и на автора на текст, който вече е разрешил текстът да бъде записан заедно с музикалното произведение, изключително право да разрешават звукозаписа на това музикално произведение заедно с текста към него, ако има такъв; всички такива резерви и условия се отнасят само за страните, които са ги въвели и в никакъв случай не могат да накърняват правото на тези автори да получат справедливо възнаграждение, което при липса на споразумение, се определя от компетентен орган.

В допълнение към изключителните права, посочени в член 11, параграф 1 и член 13, параграф 1, Бернската конвенция също така предвижда, че членовете могат да определят или налагат такива условия за упражняване на изключителни права в случаите, когато изключително право не е предоставено като право на възнаграждение, например в случай на правото на препродажба или droit de suite, право на препродажба предоставено на наследници или артисти (член 14), и така наречените „права по член 12“ на изпълнителите и създателите на звукозаписи. Членовете на Бернската конвенция могат също да определят или налагат такива условия, когато е позволено ограничаването на изключителното право до простото право на възнаграждение, например правото на възпроизвеждане (член 9, параграф 2), и в случай на „остатъчни права“, тоест право на възнаграждение, обикновено за автори или изпълнители, което остава след прехвърлянето на определени изключителни права.

### Съединени Щати
В закона за авторското право на Съединените щати има няколко различни принудителни лицензии, включително за недраматични музикални композиции, обществено излъчване,, мрежово препредаване, абонаментно цифрово аудио предаване и цифрово аудио предаване без абонамент, като интернет радио. Задължителният лиценз за недраматични музикални композиции съгласно раздел 115 от Закона за авторското право от 1976 г. позволява на лице да разпространява нов звукозапис на музикално произведение, ако той преди това е бил разпространяван обществено, от или по силата на собственика на авторското право. Няма изискване новият запис да е идентичен с предишното произведение, тъй като принудителната лицензия включва привилегията за пренареждане на произведението, за да го съобрази с интерпретацията на записващия изпълнител. Това не позволява на артиста да променя основната мелодия или основния характер на произведението.За да се възползва от тази принудителна лицензия, записващия изпълнител трябва да подаде заявление и да заплати такси. Заявлението трябва да бъде изпратено до правоносителя или ако не е в състояние да определи правоносителя, до Службата за авторски права, в рамките на тридесет дни от направата на записа, но преди разпространението на физически копия. Непредоставянето на това заявление би представлявало нарушение на авторски права. В допълнение към заявлението до правоносителя, записващия изпълнител трябва да плати такса на правоносителя. Тази такса се определя от трима съдии по авторско право. Въпреки че принудителният лиценз позволява да се правят и разпространяват физически копия на песен срещу определени такси, правоносителя върху основната музикална композиция все още може да контролира публичното изпълнение на произведението или предаване по радиото. Ако основното музикално произведение е добре известно, произведението може да бъде лицензирано за публично изпълнение чрез организация за права на изпълнение като ASCAP (American Society of Composers, Authors, and Publishers), BMI (Broadcast Music, Inc) или SESAC (Society of European Stage Authors and Composers).
Според Регистъра на авторските права използването на лиценз от раздел 115 преди приемането на Закона за право на цифрово изпълнение върху звукозаписи през 1995 г. е било изключително рядко, като Службата за авторско право на САЩ е получавала по-малко от 20 известия за такива лицензи годишно. До 2003 г. този брой се е увеличил до 214, което, макар и по-високо, не се счита от регистъра за значимо.

## Патенти
Много системи за патентно право предвиждат предоставянето на принудителни лицензи в различни ситуации. Парижката конвенция от 1883 г. предвижда, че всяка договаряща държава може да предприеме законодателни мерки за предоставяне на принудителен лиценз. Член 5А.(2) от Парижката конвенция гласи:
Всяка страна от Съюза има право да предприема законодателни мерки, предвиждащи предоставянето на принудителен лиценз, за да предотврати злоупотребите, които могат да възникнат в резултат на упражняването на изключителните права, предоставени от патента, например провал при изработката . (Вж. също член 5А.(3) до (5) от Парижката конвенция.)
Според историка Ейдриън Джонс идеята за принудителното лицензиране „изглежда се е зародила като сериозно предложение през 1830, въпреки че предшествениците могат да бъдат проследени назад в осемнадесети век“ и е популярна в британското антипатентно движение от хиляда осемстотин и петдесета и хиляда осемстотин и шейсета година. Напоследък област на ожесточен дебат е тази за лекарствата за лечение на сериозни заболявания като малария, ХИВ и СПИН. Такива лекарства са широко достъпни в западния свят и биха помогнали за управлението на епидемията от тези заболявания в развиващите се страни. Такива лекарства обаче са твърде скъпи за развиващите се страни и като цяло са защитени с патенти.

### Съединени щати
В Съединените щати, ако федералното правителство или един от неговите изпълнители наруши патент, единственото средство за защита, достъпно за притежателите на патент, е дело в Съда за федерални искове.Политиката на Министерството на отбраната на САЩ е да позволява на изпълнителите да нарушават патенти и да защитава изпълнителя срещу искове за нарушаване на патенти за сметка на правителството.Използването на тази разпоредба от агенции, различни от Министерството на отбраната, е рядко. По време на атаките с антракс през 2001 г. през пощенската служба на САЩ, правителството на САЩ заплашва да постанови принудителен лиценз за антибиотично лекарство ципрофлоксацин, ако собственикът на патента, Байер, не намали цената за правителството. Байер намалява цената и правителството отстъпва от заплахата.

### Индия
В Индия задължителният лиценз може да бъде издаден от Главния администратор на патенти, дизайни и търговски марки съгласно раздел 84(1) от Закона за патентите от 1970 г., ако (1) разумните изисквания на обществеността по отношение на патентованото изобретение не са изпълнени, или (2) патентованото изобретение не е достъпно за обществеността на разумно достъпна цена, или (3) патентованото изобретение не се използва на територията на Индия.
През март 2012 г. Индия предостави първата си принудителна лицензия на индийския производител на генерични лекарства Natco Pharma за сорафениб тозилат, лекарство за рак, патентовано от Байер.

## Споразумение относно свързаните с търговията аспекти на правата на интелектуалната собственост (ТРИПС)
Споразумението относно свързаните с търговията аспекти на правата на интелектуалната собственост също така определя специфични разпоредби, които трябва да се спазват при издаване на принудителен лиценз, както и изискванията за такива лицензи. Всички значими патентни системи отговарят на изискванията на споразумението. Основното изискване за издаване на принудителен лиценз е опитите за получаване на лиценз при разумни търговски условия да са се провалили за разумен период от време. Специфичните ситуации, при които могат да се издават принудителни лицензи, са посочени в законодателството на всяка патентна система и варират между системите. Някои примери за ситуации, в които може да бъде предоставен принудителен лиценз, включват липса на работа за продължителен период от време на територията на регистрация на патента, изобретения, финансирани от правителството, неуспех или неспособност на притежател на патент да отговори на търсенето на патентован продукт и когато отказът за предоставяне на лиценз води до невъзможност да се използва важен технологичен напредък или да се използва допълнителен патент. Споразумението също така предвижда, че изискванията за принудителен лиценз могат да бъдат отменени в определени ситуации, по-специално случаи на национална извънредна ситуация или в случаи на публична нетърговска употреба. Член 31.f от споразумението изисква принудителните лицензи да се използват „предимно“ за местните пазари, изискване, което усложнява възможността на страните да внасят лекарства, произведени от чужбина.

### Декларация от Доха
Този въпрос за принудителното лицензиране на лекарства за лечение на сериозни заболявания е разгледан от Декларацията от Доха, която признава проблема и изисква от Споразумението относно свързаните с търговията аспекти на правата на интелектуалната собственост да намери решение. На 17 май 2006 г. официалният вестник на Европейската комисия публикува Регламент 816/2006, който въвежда в сила разпоредбите на Декларацията от Доха. Това означава, че декларацията вече има правно действие в Европейския съюз, а също и в Канада, която я прилага през 2005 г. Декларацията позволява издаването на принудителни лицензи в развитите страни за производството на патентовани лекарства, при условие че се изнасят в определени страни (главно тези в списъка на ООН за най-слабо развитите страни и някои други страни с доходи на глава от населението по-малко от 745 щатски долара годишно). Това не се ограничава само до най-слабо развитите страни – всяка страна, която е член на Световна търговска организация, има право съгласно споразумението да издава принудителен лиценз, ако има нужда от обществено здравеопазване. Някои държави просто избират да не издават принудителни лицензи. От текста на споразумението: „Всеки член има право да предоставя принудителни лицензи и свободата да определя основанията, на които се предоставят такива лицензи“.